# جام ملت‌های آسیا ۱۹۵۶
دور پایانی نخستین دوره مسابقات جام ملت‌های آسیا در ماه سپتامبر سال ۱۹۵۶ میلادی برگزار شد. این بازی‌ها در ۱ سپتامبر آغاز شد و در ۱۵ سپتامبر به پایان رسید. این دوره از بازی‌ها در به میزبانی کشور هنگ کنگ برگزار شده است.
در پایان بازی‌ها کشور کره‌جنوبی به مقام قهرمانی دست یافت، همچنین کشورهای اسرائیل به مقام دوم، کشور هنگ کنگ به مقام سوم و تیم ویتنام جنوبی به مقام چهارم دست یافت است.

## ورزشگاه
| هنگ کنگ · | هنگ کنگ         |
| --------- | --------------- |
| هنگ کنگ · | ورزشگاه هنگ کنگ |
| هنگ کنگ · | ظرفیت: ۲۸٬۰۰۰   |
| هنگ کنگ · |                 |

## مرحله انتخابی
- ۱۹ تیم در مرحله انتخابی شرکت کردند.

انتخاب شده ها
- هنگ کنگ (میزبان)
- ویتنام جنوبی (قهرمان ناحیه مرکزی)
- کرهٔ جنوبی (قهرمان ناحیه شرقی)
- اسرائیل (قهرمان ناحیه غربی)

## نتایج
| تیم          | بازی | برد | مساوی | باخت | گل زده | گل خورده | تفاضل گل | امتیاز |
| ------------ | ---- | --- | ----- | ---- | ------ | -------- | -------- | ------ |
| کرهٔ جنوبی    | ۳    | ۲   | ۱     | ۰    | ۹      | ۶        | ۳+       | ۵      |
| اسرائیل      | ۳    | ۲   | ۰     | ۱    | ۶      | ۵        | ۱+       | ۴      |
| هنگ کنگ      | ۳    | ۰   | ۲     | ۱    | ۶      | ۷        | ۱−       | ۲      |
| ویتنام جنوبی | ۳    | ۰   | ۱     | ۲    | ۶      | ۹        | ۳-       | ۱      |

| هنگ کنگ            | ۲–۳ | اسرائیل                      |
| ------------------ | --- | ---------------------------- |
| او چی یین ۱۲'، ۶۶' |     | گلازر ۳۷'، ۷۶' · اشتلماخ ۶۹' |

| کرهٔ جنوبی                            | ۲–۲ | هنگ کنگ                           |
| ------------------------------------ | --- | --------------------------------- |
| کیم جی-سونگ ۴۵' · چوی کوانگ-سئوک ۶۲' |     | تانگ یی کیت ۱۰' · کو پو کئونگ ۳۹' |

| اسرائیل     | ۱ – ۲ | کرهٔ جنوبی                           |
| ----------- | ----- | ----------------------------------- |
| اشتلماخ ۷۱' |       | وو سانگ-کوون ۵۲' · سونگ ناک-وون ۶۴' |

| ویتنام جنوبی                     | ۲ – ۲ | هنگ کنگ                                  |
| -------------------------------- | ----- | ---------------------------------------- |
| تران ون تونگ ۳۰' · لی هو دوک ۶۴' |       | چو وینگ واه ۵۹' (پنالتی) · لو چی لام ۷۹' |

| اسرائیل          | ۲ – ۱ | ویتنام جنوبی     |
| ---------------- | ----- | ---------------- |
| اشتلماخ ۱۴'، ۲۷' |       | تران ون تونگ ۵۸' |

| کرهٔ جنوبی                                                                | ۵ – ۳ | ویتنام جنوبی                          |
| ------------------------------------------------------------------------ | ----- | ------------------------------------- |
| سونگ ناک-وون ۵' · وو سانگ-کوون ۴۱' (پنالتی)، ۵۸' · چوی چانگ-مین ۵۷'، ۶۶' |       | ترای ون دائو ۲۰' · لی هو دوک ۵۱'، ۶۳' |

## قهرمان
| قهرمان جام ملت های آسیا ۱۹۵۶ |
| ---------------------------- |
| کره جنوبی                    |
| نخستین قهرمانی               |

## گلزنان
| ۴ گل - ناهوم اشتلماخ ۳ گل - وو سانگ-کوون - لی هو دوک ۲ گل - او چی یین - یهوشوا گلازر - چوی چانگ-مین - سونگ ناک-وون | ۲ گل (cont.) - تران ون تونگ ۱ گل - چو وینگ واه - کو پو کئونگ - لو چی لام - تانگ یی کیت - چوی کوانگ-سئوک - کیم جی-سونگ - ترای ون دائو |